# Liozna
Liozna (bielorruso: Лёзна, polaco: Łoźna, ruso: Лиозно, yidis: ליוסנאה) es un municipio de la Provincia de Vítebsk, Bielorrusia, la capital del Raión de Liozna. Se encuentra cerca de la frontera con Rusia, junto al ramal ferroviario y la autopista Vítebsk-Smolensk, en el río Moshna. Su población era de 6.753 personas en 2005. El primer registro conocido del shtetl de Liozna (una pequeña aldea con un alto porcentaje de población judía) data del año 1654.